# Istituto per la Ricostruzione Industriale
Istituto per la Ricostruzione Industriale, allgemein unter der Abkürzung IRI bekannt, war eine 1933 von der faschistischen italienischen Regierung gegründete staatliche Holding mit Sitz in Rom, um die wichtigsten italienischen Banken (Banca commerciale, Credito Italiano und Banco di Roma) vor dem Konkurs zu retten.
Infolge des Ersten Weltkrieges war die Produktion im Schwermaschinensektor künstlich aufgebläht worden. Einige bedeutende Unternehmen (z. B. Ilva 1921 und Ansaldo 1923) waren bereits in finanzielle Schwierigkeiten geraten. Zur Gewährung staatlicher Subventionen an die Industrie wurde 1922 eine Besondere Autonome Sektion eines Bankenkonsortiums eingerichtet, die gegen Beteiligung öffentliche Subventionen vergeben sollte. Wegen der Weltwirtschaftskrise 1929 wurde das Risiko eines Konkurses der großen italienischen Privatbanken durch die dahinsiechende Industrie als sehr hoch eingeschätzt. Um dieses Risiko zu vermindern, wurde 1926 ein Liquidierungsinstitut eingerichtet, das die drei Banken für die Regierung erwarb, die ihrerseits zahlreiche Industrieunternehmen kontrollierten. Aus diesem ging 1933 das IRI hervor.
Auf diese Weise wurde das IRI – und hiermit der italienische Staat – Eigentümer von etwa 20 % des nationalen Aktienkapitals und Großunternehmer (z. B. mit Italsider im Stahl-, Werften- und Automobilsektor mit Alfa Romeo) im italienischen Banksektor.
Anfangs wurde die IRI-Ära als ein Provisorium angesehen, das auf die Liquidation der akquirierten Aktivitäten beschränkt sei, aber 1937 transformierte die Regierung IRI in eine dauerhafte öffentliche Gesellschaft. Diese Entscheidung wurde durch die späteren demokratischen Regierungen bestätigt, die den Handelssektor von IRI erweiterten und reorganisierten, aus der eine Staatsholding wurde.
Im Jahr 1964 gründete es sein Forschungszentrum CSELT (Centro Studi E Laboratori Telecomunicazioni).
1987 verkaufte die IRI Alfa Romeo an die Fiat S.p.A. Unter der Führung von Romano Prodi (1984 bis 1989 sowie 1993 bis 1995) wurde die IRI eine Privatisierungsgesellschaft, was insbesondere ab 1993 von der italienischen Regierung im Rahmen einer  Politik der Privatisierung der etwa 600 staatlichen Industriebeteiligungen forciert wurde. Offiziell wurde die IRI nach dem Vorbild der deutschen Treuhandanstalt am 28. Juni 2000 aufgelöst und die verbliebenen Beteiligungen (z. B. RAI (Fernsehen), Fincantieri (Werften) oder Cofiri (Finanzdienstleistungen)) auf die Fintecna übertragen, eine Gesellschaft im Besitz des italienischen Finanzministeriums.